# Edward Winter (Tennisspieler)
Edward Winter (* 15. September 2004 in Adelaide, South Australia) ist ein australischer Tennisspieler.

## Karriere
Winter spielt hauptsächlich auf der ITF Junior Tour der Unter-18-Jährigen, wo er noch bis Ende 2022 spielberechtigt ist. Seine beste Platzierung ist der 86. Rang vom Februar 2022. 2020 und 2022 spielte er die Juniorenausgabe der Australian Open jeweils im Einzel und Doppel. Dreimal konnte er die zweite Runde erreichen.
Bei den Profis spielte er zwei Turniere in den Jahren 2020 bis 2021. Anfang 2022 bekam Winter durch Wildcards Einsätze auf der ATP Tour in Australien. In der Qualifikation zu den Australian Open konnte er in der ersten Runde Gilles Simon (ATP 123) besiegen, ehe er in der zweiten Runde Jesper de Jong unterlag. Im Doppel gab er sein Debüt im Hauptfeld von Adelaide. Dort spielte er mit Aleksandar Vukic und konnte zwei Matches gewinnen, um ins Halbfinale einzuziehen, wo sie von Tomislav Brkić und Santiago González geschlagen wurden. In der Tennisweltrangliste konnte er dadurch Platz 765 erreichen.